# ダイナー (映画)
『ダイナー』（Diner）は、1982年に製作されたアメリカの青春映画。全米興行収入成績最高位14位。ミッキー・ロークは全米映画批評家協会賞助演男優賞（1983）とボストン映画批評家協会賞助演男優賞（1983）を受賞した。翻訳：金田文夫（劇場版）、岩本令（DVD・Blu-ray版）。

## あらすじ
1959年のボルチモア。簡易食堂「ダイナー」を溜まり場にする、大人に成りきれない5人の若者の悪ふざけと、他愛もない会話をオールディーズナンバーにのせて描写している。

## キャスト
| 役名                                   | 俳優                       | 日本語吹替 |
| 役名                                   | 俳優                       | TBS版      |
| -------------------------------------- | -------------------------- | ---------- |
| エドワード“エディ”・シモンズ           | スティーヴ・グッテンバーグ | 塩屋翼     |
| ローレンス・“シュレヴィー”シュライバー | ダニエル・スターン         | 三ツ矢雄二 |
| ロバート“ブギー”・シェフテル           | ミッキー・ローク           | 中尾隆聖   |
| ティモシー・“フェン”フェンウィック・Jr | ケヴィン・ベーコン         | 関俊彦     |
| ウィリアム“ビリー”・ハワード           | ティモシー・デイリー       | 大塚芳忠   |
| ベス・シュライバー                     | エレン・バーキン           | 佐々木るん |
| モデル                                 | ポール・ライザー           | 竹村拓     |
| バーバラ                               | キャスリン・ダウリング     | 弘中くみ子 |
| ベーグル                               | マイケル・タッカー         | 塚田正昭   |
| キャロル・ヒースロー                   | コレット・ブロニガン       | 小野寺啓子 |
| ダイアン                               | ケリー・キップ             | 吉田美保   |

- TBS版吹き替え - 初回放送1989年6月21日 ※BD収録

その他吹き替え - 津久井教生、小島敏彦、伊井篤史、瀬畑奈津子、河合義雄

## 音楽
- ジェリー・リー・ルイス 「Whole Lotta Shakin' Going On」
- ディオン&ザ・ベルモンツ 「恋のティーンエイジャー」「I Wonder Why」
- The Heartbeats 「A Thousand Miles Away」
- エディ・コクラン 「Somethin' Else」
- カール・パーキンス 「ハニー・ドント」
- フリートウッズ 「ミスター・ブルー」
- ローウェル・フルソン 「Reconsider Baby」
- クラレンス・ヘンリー 「Ain't Got No Home」
- ザ・デル・ヴァイキングス 「カム・ゴー・ウィズ・ミー」
- ボビー・ダーリン 「ビヨンド・ザ・シー」「Dream Lover」
- 「夏の日の恋」（『避暑地の出来事』のテーマ）
- ジェーン・モーガン 「Fascination」
- Dick Haymes　「Where or When」
- Tony Edwards 「It's All in the Game」
- ファッツ・ドミノ 「Whole Lot of Loving」
- ジミー・リード 「Take Out Some Insurance」
- エルヴィス・プレスリー 「冷たくしないで」
- ジャック・スコット 「Goodbye Baby」